# Chiesa del Suffragio (San Casciano in Val di Pesa)
La chiesa di Santa Maria del Gesù o del Suffragio si trova nell'abitato di San Casciano in Val di Pesa, in provincia di Firenze, diocesi della medesima città ed è parte integrante del Museo di San Casciano, dopo essere stata sede del museo di arte sacra della città.

## Storia
Risalente alla seconda metà del XV secolo fu costruita dai frati francescani dell'Osservanza come punto di ospitalità intermedio tra il convento di Fiesole e il convento di Poggibonsi.Rimase di proprietà dell'ordine francescano fino al 1492 quando, a causa del numero di frati ormai troppo elevato, furono trasferiti nel nuovo Convento della Croce.
Nel 1493 fu convertito in un Monastero di clarisse e tale rimase fino all'epoca dell'Assedio di Firenze (1530).

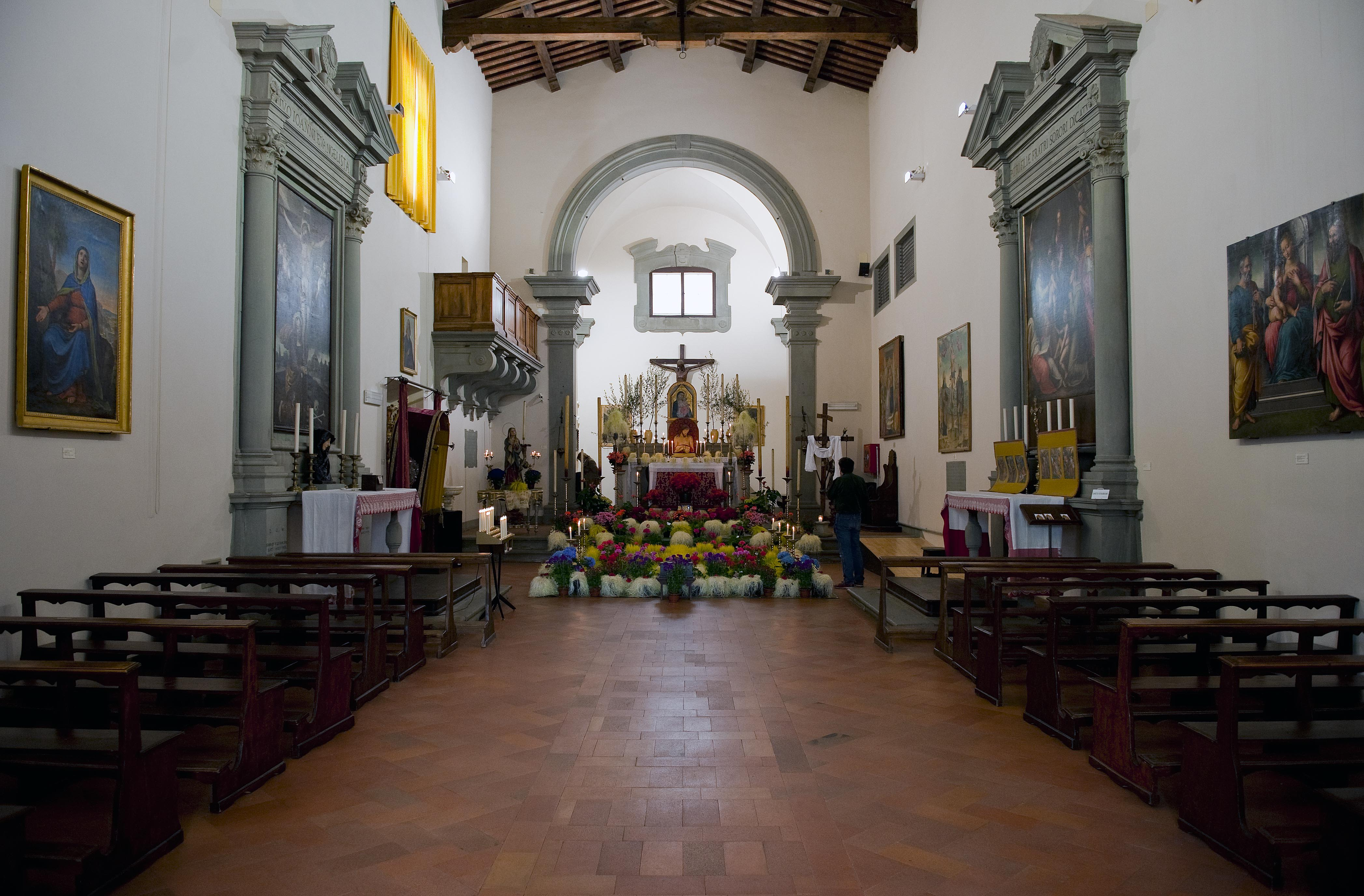
Interno con all'altare il Sepolcro Pasquale

Nel 1638 Francesco Paulosanti Lucardesi, segretario dei Granduchi Ferdinando I, Cosimo II e Ferdinando II, ricostruì a sue spese, il monastero dedicandolo a Santa Maria del Gesù. Vi fu posta una comunità di Monache Benedettine comunità che fu approvata con una bolla da papa Urbano VIII il 27 novembre 1638.
Le benedettine rimasero fino al 1810, quando il monastero fu soppresso in virtù delle leggi napoleoniche. Divenuta proprietà del comune di San Casciano vi furono ospitate le scuole pubbliche fino agli anni sessanta del XX secolo.
Dal 1825 divenne anche la sede della locale Compagnia del Suffragio, che sorta durante la peste del 1628,aveva il compito di trasportare al cimitero i defunti.
Nel 1915 fu sede di un comando militare e nel 1922 fu usata come luogo di concentramento per i fascisti che si preparavano alla Marcia su Roma.
Bombardata e distrutta il 27 luglio 1944 è stata ricostruita in forme diverse da quelle originali. In facciata infatti fu aggiunto un portico prima inesistente e tutta la chiesa risultò così arretrata di qualche metro rispetto alla precedente.